# Milton Improta
Milton Improta (Bragança Paulista, 22 de mayo de 1910 - São Paulo, 10 de agosto de 1984) fue un economista, profesor universitario y político brasileño. Ocupó la alcaldía de São Paulo por unos meses en la segunda mitad de 1948 tras la renuncia de Paulo Lauro al ocupar el cargo de Secretario de Finanzas.
Cursó estudios de contabilidad en la Escuela de Comercio Álvares Penteado en São Paulo en 1929 y obtuvo el grado de bachiller en Ciencias Económicas por la Facultad de Ciencias Económicas de São Paulo en 1934. En 1945 participó en la fundación e instalación de la Facultad de Economía, Administración y Contabilidad de la Universidad de São Paulo. Además fue catedrático titular en esa institución entre 1947 y 1967.
A fines de los años 1940, ocupó el despacho de la Secretaría Municipal de Finanzas y Desarrollo Económico de São Paulo y, tras la renuncia del alcalde nombrado Paulo Lauro, fue nombrado como alcalde interino por el entonces gobernador Ademar de Barros. Ejerció el cargo por poco más de cuatro meses entre agosto de 1948 y enero de 1949 cuando renunció al mismo. Durante su gestión suscribió con el gobierno estadual el "Convenio Escolar" en virtud del cual la municipalidad sería responsable por la construcción de escuelas y el estado por su manutención.
Falleció en São Paulo, el 10 de agosto de 1984. Recibió varios homenajes como su nombramiento post mortem como "Profesor Emérito" por la Facultad de Economía de la Universidad de Sao Paulo, el título de "Ciudadano Paulistano", una de las cuatro modalidades de condecoración que otorga la Cámara Municipal de São Paulo y el título de "Economista del año" conferido en 1958 por la Orden de Economistas del Estado de São Paulo. 